# PRUNE2
PRUNE2‏ (Prune homolog 2) هوَ بروتين يُشَفر بواسطة جين PRUNE2 في الإنسان.